# نادية أبو الحسن
نادية أبو الحُسن (مواليد 13 سبتمبر 1988)، مدونة موضة، مصممة، عارضة أزياء بلس سايز لبنانية أمريكية. أسّست موقعاً إلكترونياً خاصاً بها تعرض فيه إطلالاتها اليومية. إطلالاتها عصرية وحازت على إعجاب كثيرين، حتى إن عدد متتبعيها على «إنستغرام» وصل إلى أكثر من 500 ألفاً فاختارتها مجلّات عالمية مثل تين فوغ و إل لتتصدر مواضيعها كما أنها ظهرت كعارضة أزياء لمجموعات خاصة لدى American Apparel والمتجر الإلكتروني Boohoo.com.وشبّهها كثيرون كنسخة بوزن زائد لنجمة تلفزيون الواقع كيم كارديشان، أما موقع Business Insider فقد وصفها بالمنقذة للمتجر الإلكتروني البريطاني Boohoo.com الذي زادت إيراداته بنسبة %27 بعدما اختار أبو الحسن كعارضة لمجموعته المخصصة للنساء ذات الوزن الزائد.

## روابط خارجية
- الموقع الرسمي
- nadiaaboulhosnعلى تويتر.
- Nadia Aboulhosn على إنستغرام
- Nadia Aboulhosn على تمبلر
- Nadia Aboulhosn  على فيسبوك.